# The Smile (banda)
The Smile és un grup de rock anglès format pels membres de Radiohead Thom Yorke (veu, guitarra, baix, teclats) i Jonny Greenwood (guitarra, baix, teclats) amb Tom Skinner (bateria). Els produeix Nigel Godrich, el productor durant molt temps de Radiohead. La banda incorpora elements de post-punk, rock progressiu, afrobeat i música electrònica.
The Smile va treballar durant els confinaments de la COVID-19 i va fer el seu debut sorpresa en una actuació retransmesa pel Festival de Glastonbury el maig del 2021. A principis del 2022, van publicar sis senzills i van actuar per primera vegada en tres actuacions consecutives en una nit a Londres, que van ser retransmeses en directe. Al maig, The Smile van publicar el seu disc debut, A Light for Attracting Attention.
The Smile va començar una gira per Europa i Amèrica del Nord el maig del 2022 i continuaren el 2023 amb una altra gira nord-americana. Han publicat dos EPs en directe: The Smile (Live at Montreux Jazz Festival, juliol de 2022) i Europe: Live Recordings 2022.

## Història
El grup The Smile està compost per Jonny Greenwood i Thom Yorke de Radiohead amb el bateria Tom Skinner. Skinner, que havia tocat amb grups com la banda de jazz Sons of Kemet, va treballar amb Greenwood per primera vegada a la banda sonora de la pel·lícula The Master (2012). Els membres de The Smile no van donar entrevistes sobre el projecte.
Nigel Godrich és qui produeix el grup, durant llarg de temps també productor de Radiohead. Godrich va dir que el projecte va sorgir de Greenwood "escrivint tots aquests riffs, esperant que passés alguna cosa" durant el bloqueig de la COVID-19. Va citar com a factors motivadors la pandèmia i la indisponibilitat del guitarrista de Radiohead Ed O'Brien, que estava ocupat amb el seu àlbum debut en solitari, Earth. El bateria de Radiohead, Philip Selway, va dir que era "saludable" que els membres exploressin diferents projectes i "vegin què poden fer aquestes altres veus musicals amb les vostres idees". Greenwood va dir: "No teníem gaire temps, però només volíem acabar algunes cançons junts."
The Smile pren el nom del títol d'un poema de Ted Hughes. Yorke esmentà que "no era el somriure com en 'ahh', més aviat el somriure com en el noi que et menteix cada dia".

### Primeres actuacions

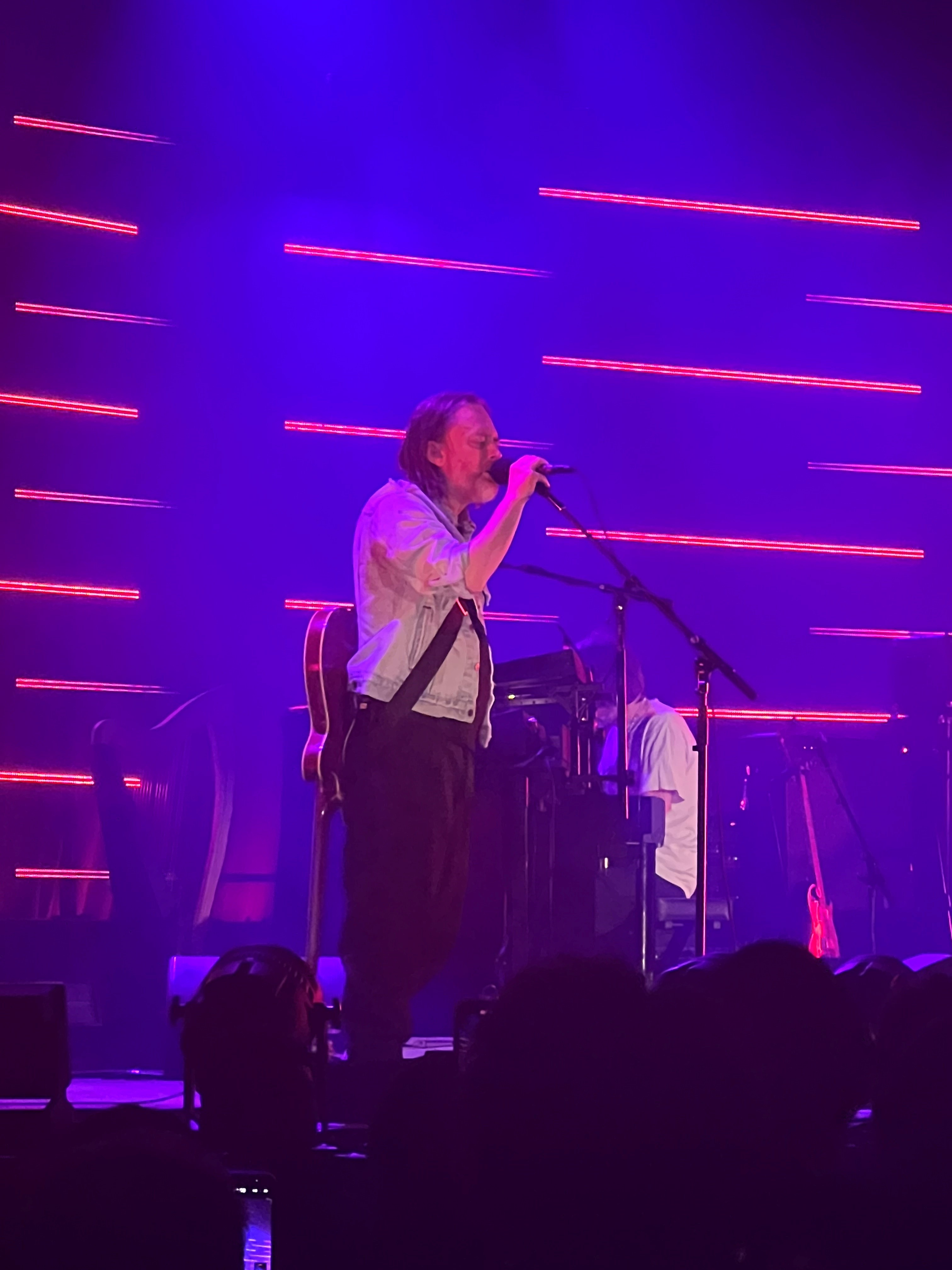
The Smile a the Factory a Deep Ellum, Dallas, Estats Units. Desembre de 2022

The Smile va debutar en una actuació sorpresa per al vídeo del concert Live at Worthy Farm, produït pel Festival de Glastonbury i emès el 22 de maig de 2021. L'actuació va ser gravada en secret a principis de la mateixa setmana i s'anuncià el dia de l'emissió. Van interpretar 8 cançons amb Yorke i Greenwood a la guitarra, el baix i amb un sintetitzador Moog i el piano Rhodes.
Yorke va interpretar una cançó de The Smile, "Free in the Knowledge" per l'esdeveniment Letters Live at the Royal Albert Hall, a Londres, l'octubre de 2021. Els dies 29 i 30 de gener de 2022, The Smile es va presentar davant d'un públic en tres espectacles a Magazine, Londres, que es van retransmetre en directe. Van tocar en un escenari circular i van estrenar diversos temes: "Speech Bubbles", "A Hairdryer", "Waving a White Flag" i "The Same". També van incloure interpretacions d'"Open the Flootgates", que Thom Yorke havia interpretat per primera vegada el 2010, i una versió d'una cançó de Joe Jackson de 1979 " It's Different for Girls ".

### A Light for Attracting Attention
El 20 d'abril de 2022, van anunciar el seu àlbum debut, A Light for Attracting Attention. Es va publicar digitalment el 13 de maig a través d'XL Recordings el 13 de maig, i en format f´sic el 17 de juny,. El primer senzill, " You Will Never Work in Television Again ", es va publicar a les plataformes de streaming el 5 de gener de 2022. i van seguir " The Smoke "," Skrting on the Surface "," Pana-vision "," Free In The Knowledge ", i " Thin Thing ".

### EPs en directe
El 14 de desembre, The Smile va llançar un EP només en format digital, The Smile (Live at Montreux Jazz Festival, juliol de 2022), amb cançons de la seva actuació al Montreux Jazz Festival, a Suïssa. El 10 de març de 2023, The Smile va publicar un EP només editat en vinil, Europe: Live Recordings 2022, que inclou una actuació de "FeelingPulledApartByHorses".

## Membres
- Jonny Greenwood⁣: guitarra, baix, teclats, piano, arpa
- Tom Skinner: bateria, percussió, teclats, cors
- Thom Yorke⁣: veu, baix, guitarra, teclats, piano

### Membres addicionals en directe
- Robert Stillman: saxo